# Most nad Sundem

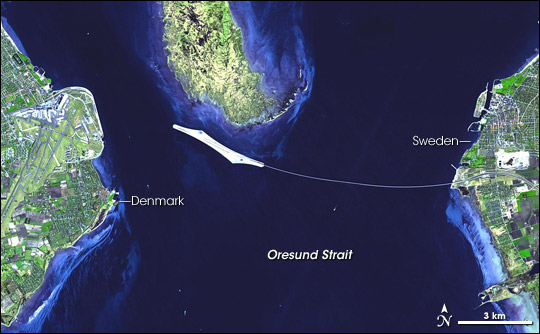
Zdjęcie satelitarne mostu

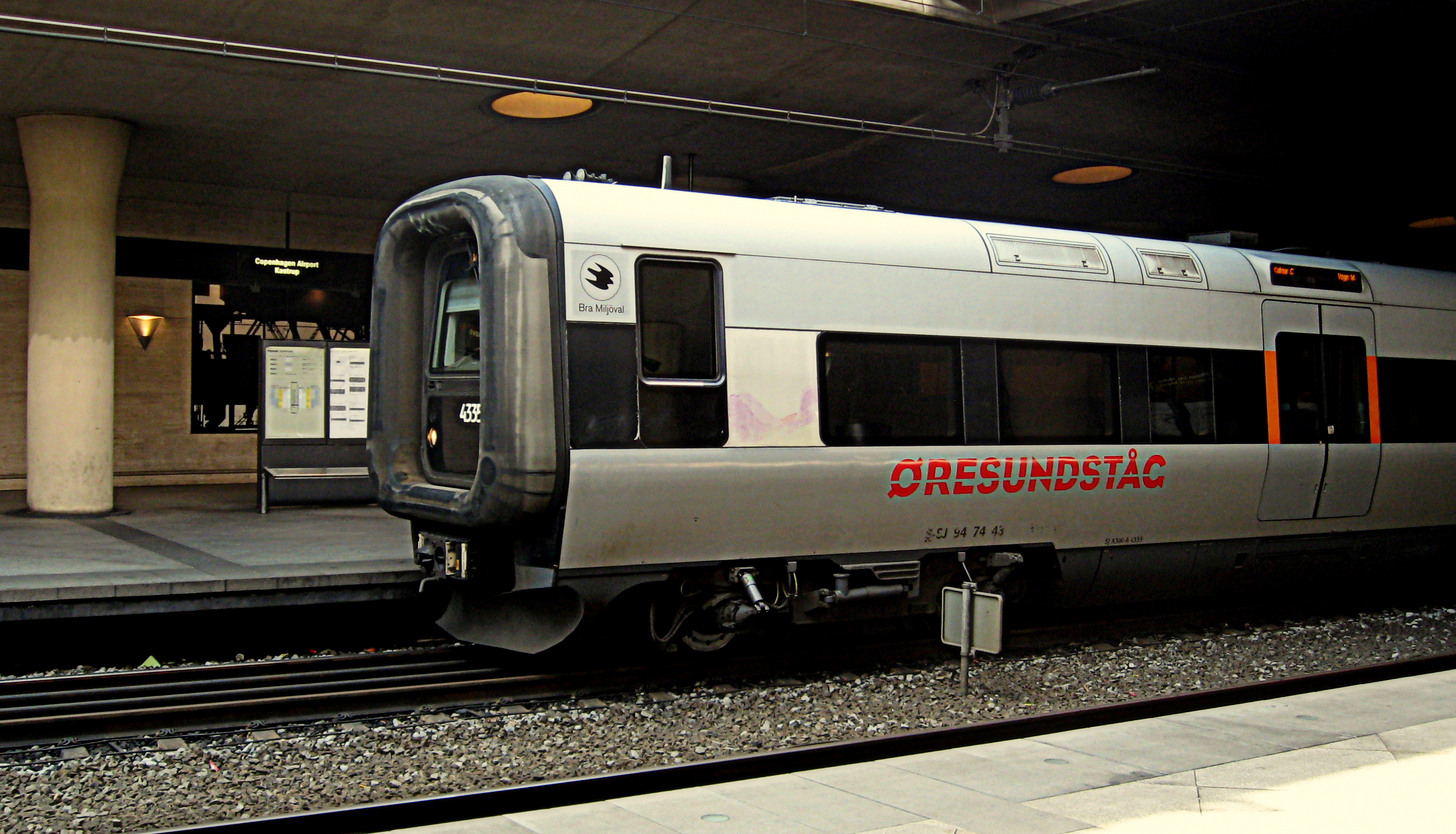
Kursujący mostem Øresundståg („pociąg sundzki”)

Most nad Sundem (duń. Øresundsbroen, szw. Öresundsbron, oficjalna nazwa hybrydowa używana przez operatora to Øresundsbron) – wantowy most drogowo-kolejowy o długości 7845 m, przebiegający nad cieśniną Sund, łączący stolicę Danii – Kopenhagę (a dokładnie Kastrup) ze szwedzkim Malmö. Drugi co do długości most na świecie łączący dwa państwa. Oficjalnie otwarto go dla ruchu samochodów 1 lipca 2000 (pociągi kursują od 2 lipca 2000). Jeden z trzech obiektów wchodzących w skład całej liczącej 15,9 km przeprawy drogowo-kolejowej nad cieśniną (duń. Øresundsforbindelsen, szw. Öresundsförbindelsen):
- mostu o długości 7845 m (zlokalizowany w granicach Szwecji i Danii),
- sztucznej wyspy Peberholm o długości 4050 m (zlokalizowana wyłącznie w granicach Danii),
- tunelu Drogdentunnelen o długości 3510 m (zlokalizowany wyłącznie w granicach Danii).

Szlakiem tym przebiegają dwie dwupasowe jezdnie i dwa tory kolejowe. Wiodąca nim droga kołowa stanowi część europejskiej trasy E20, zaś linia kolejowa (duń. Øresundbanen, szw. Öresundsbanan) łączy największy kopenhaski dworzec Københavns Hovedbanegård ze stacją Fosieby na przedmieściach Malmö (gdzie krzyżuje się z linią kolejową Malmö – Trelleborg).

## Historia budowy
Pierwsze koncepcje budowy przeprawy przez cieśninę Sund pojawiły się w połowie lat 30. XX wieku (kosztorys został sporządzony w marcu 1936 r.), jednak nie doczekały się realizacji. Do pomysłu wrócono prawie 60 lat później. Budowę obiektów wchodzących w skład przeprawy rozpoczęto 18 października 1995, a zakończono 14 sierpnia 1999. Duński Książę Fryderyk i szwedzka następczyni tronu Wiktoria spotkali się tego dnia w połowie długości mostu, aby świętować jego powstanie. Oficjalne otwarcie miało miejsce 1 lipca 2000, a uczestniczyli w nim: Małgorzata II (królowa Danii) oraz Karol XVI Gustaw (król Szwecji).
Początkowo wykorzystanie mostu było mniejsze niż zakładano, jednak od lat 2005–2006 można zaobserwować znaczący wzrost liczby osób korzystających z mostu.

## Wpływ na gospodarkę regionu
Wybudowanie mostu miało znaczący wpływ na gospodarkę Skanii. Region Øresund jest silnie uprzemysłowiony, wytwarza się tam około 20% łącznego produktu krajowego brutto Danii i Szwecji. Kluczowymi gałęziami przemysłu są tutaj: biotechnologia, produkcja żywności, produkcja leków i usługi informatyczne. Przeprawa pozwoliła na codzienne dojazdy do pracy osób zamieszkałych po szwedzkiej stronie Sundu, podczas gdy Duńczycy dojeżdżają do swoich domów w Skanii (niższe ceny nieruchomości w Szwecji).
Rządy Danii i Szwecji podpisały umowę dwustronną w sprawie uniknięcia podwójnego opodatkowania – jako że wielu Szwedów wybiera płacenie podatków w Danii, gdzie są one niższe. Umowa mówi również o rekompensatach dla drugiej strony, z powodu utraconych przez nią wpływów z podatków.
Budowa mostu przyciągnęła również wiele międzynarodowych korporacji, które otworzyły swoje przedstawicielstwa na Skandynawię w tym rejonie.

## Koszty budowy
Budowa mostu została współfinansowana przez rządy Danii i Szwecji, które na ten cel wyłożyły odpowiednio 30,1 mld koron duńskich (DKK) i 4,01 mld koron szwedzkich (SEK). Łączny koszt budowy, ponad 20 mld złotych, ma się zwrócić dopiero po 30 latach od momentu otwarcia mostu.